# Omiodes janzeni
Omiodes janzeni is een vlinder uit de familie van de grasmotten (Crambidae), uit de onderfamilie van de Spilomelinae. De wetenschappelijke naam van deze soort is voor het eerst voorgesteld door Patricia Gentili en Maria Alma Solis in een publicatie uit 1998.
De soort komt voor in Honduras en Costa Rica.